# Arlind Basha
Arlind Basha (Ženeva, 8. veljače 1996.) bivši je kosovsko-albanski nogometaš.

## Karijera
Kao sedmogodišnjak počeo je igrati nogometu u Vëllaznimiju iz Đakovice. Početkom 2012. godine debitirao je za seniorsku momčad Vëllaznimija u kosovskoj Superligi. Tada postaje i najmlađi strijelac u povijesti kosovske lige.
U svibnju 2012. dolazi u splitski Hajduk na probu gdje je zadovoljio. Zbog papirologije nije mogao biti registriran za Hajduk sve do svoje 18 godine. Također, nije mogao nastupati na službenim utakmicama. U međuvremenu je igrao za Hajdukove kadete II koji se natječu van konkurencije, a nastupao je i na raznim turnirima. Za seniorsku momčad Hajduka debitirao je kod trenera Igora Tudora u prijateljskoj utakmici protiv Beşiktaşa održanoj 10. listopada 2013. godine. Tada se priključuje prvoj momčadi Hajduka, a nakon što je napunio 18 godine potpisao je svoj prvi profesionalni ugovor s Hajdukom. Prvi službeni nastup za Hajduk zabilježio je 14. veljače 2014. na prvenstvenoj utakmici s Hrvatskim dragovoljcem.
Statistika u Hajduku
| Natjecanje        | Nastupi | Zgoditci |
| ----------------- | ------- | -------- |
| Prvenstvo         | 3       | 0        |
| Kup               | 0       | 0        |
| Superkup          | 0       | 0        |
| Međunarodne       | 0       | 0        |
| Splitski podsavez | 0       | 0        |
| Ukupno            | 3       | 0        |
| Prijateljske      | 8       | 2        |
| Sveukupno         | 11      | 2        |

## Vanjske poveznice
- Profil na hajduk.hr
- Profil na transfermarkt.de